# Alexander's Ragtime Band

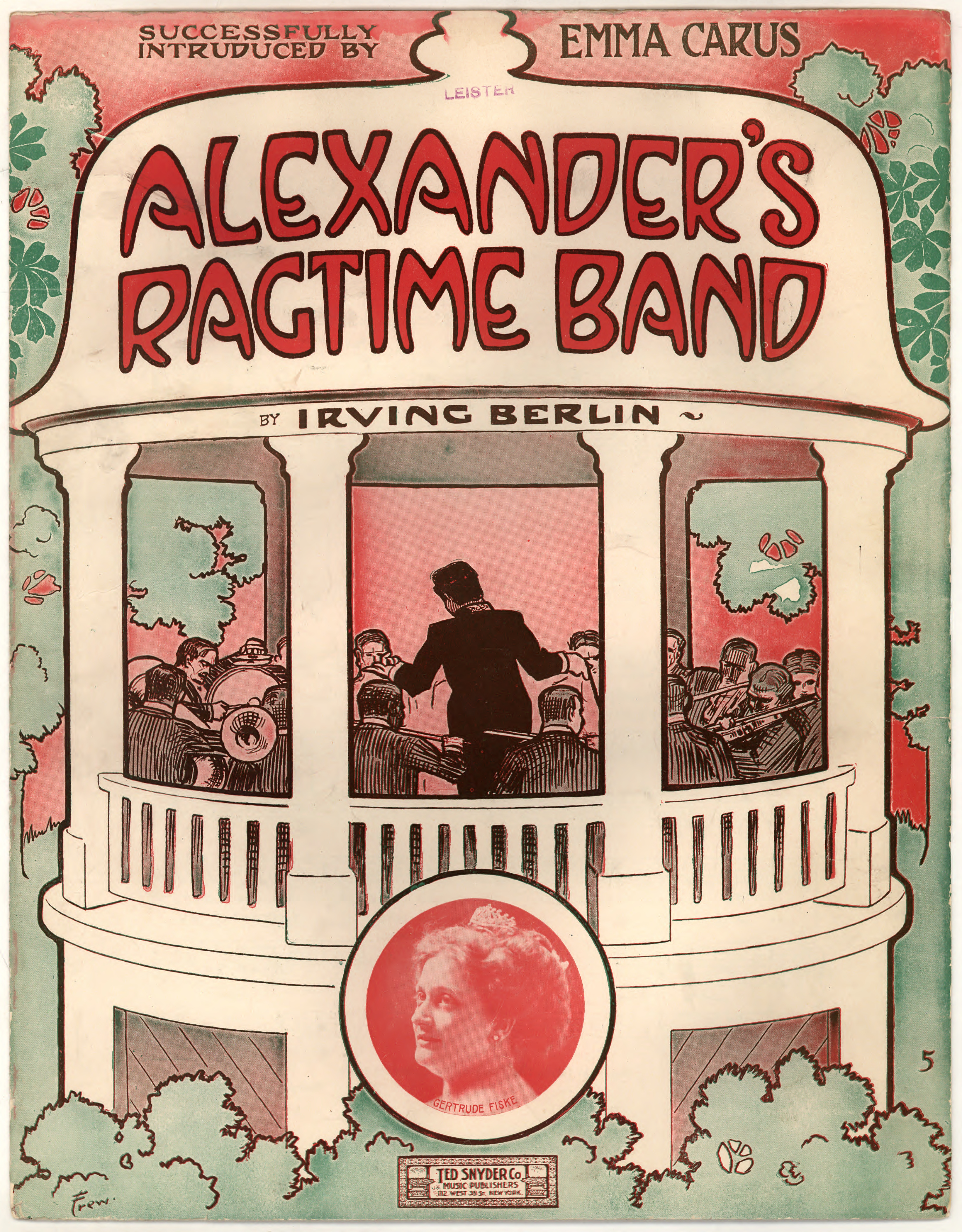
Portada de la edición de 1911

«Alexander's Ragtime Band» (publicada el 18 de marzo de 1911) es una canción popular norteamericana con música y letra de Irving Berlin, la cual se convirtió en su primer gran éxito de ventas, con un millón de copias vendidas en los tres primeros meses.
Según algunos supervivientes, la canción fue tocada por la orquesta del RMS Titanic durante la evacuación del mismo la noche del 14 de abril.
Ha sido versionada por numerosas artistas, y durante las celebración del 100 cumpleaños de Berlin en el Carnegie Hall de Nueva York, Isaac Stern opinó que con solo haber escrito esta canción, el nombre de Irving Berlin estaría asociado con la música estadounidense para siempre.